# Off de Cannes
Les OFF de Cannes sont une organisation ayant pour but de mettre en lumière des artistes émergents dans divers domaines, tels que le cinéma ou la mode. Ces artistes sont sélectionnés à travers le Grand Concours International du Web puis annoncés lors d’un évènement se déroulant chaque année à Cannes (Alpes-Maritimes, Provence-Alpes-Côte d'Azur, France) en coexistence et aux mêmes dates que le Festival de Cannes (seconde quinzaine du mois de mai).
Depuis 2005, plus de 9 000 artistes ont participé au Grand Concours International du Web et les OFF de Cannes ont aidé les gagnants du concours à passer du niveau local à l'échelon international.
Leurs travaux sont exposés durant les onze jours du Festival de Cannes. Les talents repérés n'ont pas de rapport avec la sélection officielle du Festival de Cannes ; ils sont avant-gardistes dans les catégories suivantes :  Cinéma (réalisateur/acteur), Musique, Danse, Écriture, Mode (styliste, modèle, photographe), Arts plastiques et Numériques (photographie, peinture, sculpture).
Un ouvrage, OFF de Cannes FESTIVAL, publié aux États-Unis en mai 2024, raconte l'histoire de cette manifestation, dans les coulisses du festival de cinéma international à Cannes. Il complète le récit Cannes Backstage rédigé par Alain Zirah, fondateur des OFF de Cannes, paru en mai 2023.
La manifestation se déroule notamment à l’Hôtel Majestic Barrière et l’Hôtel Carlton sur la promenade de la Croisette de Cannes, à l’Eden Hôtel et au Palais Clément Massier à Golfe-Juan. Il s’y déroule des défilés de mode, des expositions d'artistes, des showcases musicaux, des salons littéraires, des rencontres artistiques ainsi que des projections de courts métrages.
Les OFF de Cannes sont fondés en mai 2005 par Alain Zirah (photographe, écrivain réalisateur, artiste-peintre hypnotique). Il est rejoint en 2011 par Anne Gomis, réalisatrice et agent d'artistes.
À leur démarrage, les OFF de Cannes sont soutenus en 2007 par les réalisateurs Emir Kusturica et Jan Kounen, par le groupe Partouche en 2008, l’écrivain Paulo Coelho en 2009, par Paul-Loup Sulitzer en 2019 et par la Jackson Family représentée par Joseph Walter Jackson depuis 2011.
Le parrain de l'édition 2021 est Eliot Cohen, fondateur du Red Bus Recording Studios à Londres.
Un volet philanthropique est ajouté avec la réunion d'artistes, de scientifiques, d'entrepreneurs et d' institutionnels en faveur de l'écologie[réf. nécessaire]. Un tour de table est organisé, en mai 2023, avec Zachary James Miller, représentant la Barack Obama Foundation.
L'année 2025 donne lieu à la célébration de deux décades d'actions culturelles et artistiques reconnues dans de nombreux pays.
Les OFF de Cannes sont diffusés au Royaume-Uni, aux Pays-Bas, au Brésil, en Inde, au Bangladesh, aux États-Unis, aux Philippines, au Congo ainsi qu’en Iran.

## Organisation
Les organisateurs des OFF de Cannes sont Alain Zirah et Anne Gomis.
Alain Zirah, artiste à multiples facettes, est titulaire d’un Award du Who’s Who Wordwide 2015 aux Etats-Unis. Il a reçu plusieurs prix pour ses ouvrages : le prix Art Freedom 2016, pour son roman Du sang sur le tapis rouge ; et le Prix des Femmes de Lithé Litho remis au Castellet dans le Var en 2019. Il a réalisé avec Anne Gomis le film Visions interdites en 2013, donnant un premier rôle à Afida Turner. Il a réalisé avec Angie'Films plusieurs épisodes de la série des Kat Ladies.
En 2020, il obtient deux Awards lors des WOW AWARDS, dont celui de Best Artist 2020. Le Prix Lithé Litho 2022 lui est remis pour l'ensemble de son oeuvre littéraire par l'équipe du village médiéval du Castellet. En 2023, il reçoit le Superstar Awards de Best NFT de la Superstar Art Foundation (Dallas, USA) pour ses oeuvres digitales.
Anne Gomis rejoint l'organisation en 2011 en tant que co-productrice et manager. Elle aide le groupe de rap marseillais IAM à obtenir un label pour son premier disque, puis la célèbre chanson le Mia et à faire la première partie du Blonde Ambition Tour de Madonna en 1990 à Bercy.
Avec sa mère, Hélène Gomis, elle organise des soirées musicales multi-ethniques à Marseille. Elle met sur pied les concours de Miss Black puis de Miss Night. Elle co-écrit et co-réalise le scénario du long métrage Visions Interdites en 2013. Elle rejoint les OFF de Cannes en 2011, est coproductrice des Family Films Awards du Dr Olympia A. Gellini avec Alain Zirah, en 2016. Tous les deux deviennent membres du World Film Institute (Beverly Hills) en 2021.

## Portée et influence des OFF de Cannes
Depuis 2005, les OFF de Cannes aident des artistes, organisent des rencontres avec des professionnels. Ils sont sélectionnés durant le Grand Concours International du Web, et révélés lors d'une cérémonie à Cannes. Les OFF de Cannes les accompagnent, apportent une visibilité internationale à ces artistes,,, et répondent à la devise : « On ne fait pas des évènements, on écrit une légende ».

## Le grand concours international du web
Ce concours, fondé par Anne Gomis, complète le dispositif des OFF de Cannes. Il aide à sélectionner les artistes les plus performants, originaux et avant-gardistes dans chaque discipline artistique : Cinéma (réalisateurs/acteurs), Musique, Danse, Écriture, Mode (stylistes, modèles, photographes), Arts plastiques et Numériques (photographie, peinture, sculpture).
Le jury est composé de professionnels. En ont fait partie : Max Howard (producteur du Roi Lion), Alain Reeves (compositeur), Jay Shindell (superviseur SFX de Steven Spielberg), Steven Nia (SFX pour Avengers Endgame).
Un comité procède à la présélection de trois artistes par catégorie. Il tient compte du nombre des « likes » des internautes. Les artistes retenus sont présentés au jury pour la sélection finale.
Le jury de la cérémonie 2021 est composé de trois présidents : Bruno Chatelin, cofondateur de Filmfestivals et Owner, consultant de l'agence de communication Major Buzz Factory, Olympia A. Gellini fondateur du World Film Institute, et Richard Guedj, acteur et directeur d'acteurs sur la série Plus belle la vie.